# 田中憲行
田中 憲行（たなか のりゆき、1972年9月10日 - ）は、テレビ金沢の元アナウンサー。現在は同社の大阪支社　支社長（2022年時点）。

## 過去の担当番組
- 2時間ワイドじゃんけんぽん
- クイズふるさと再発見
- テレビ金沢得配便
- びービーみつばち
- となりのテレ金ちゃん（「口コミ!ここが通の店」リポーター）
- 定時ニュース
- スポーツ中継[1]

## 著書
- 伝えたい、この想い 第100回全国高校サッカー選手権記念 アナウンサーたちのロッカールーム（2021年、東京ニュース通信社・講談社）[1][2][3][4] ISBN 978-4-06-526740-0
  - 藤井貴彦（日本テレビ）・福岡竜馬（福岡放送）・岡崎和久（札幌テレビ放送）などとの共著。